# Ла-Шапель-сюр-Куаз
Ла-Шапе́ль-сюр-Куа́з (фр. La Chapelle-sur-Coise) — муниципалитет во Франции, в регионе Рона-Альпы, департамент Рона. Население — 543 человека(2011).
Муниципалитет расположен на расстоянии около 390 км к юго-востоку от Парижа, 33 км к западу от Лиона.